# لیگ دسته دوم فوتبال ایران ۷۷-۷۶
رقابتهای جام آزادگان که در دهه هفتاد لیگ دسته دوم فوتبال ایران نامیده می‌شد در سال ۷۷_۱۳۷۶ برگزار گردید و در پایان تیم ملوان انزلی به مقام قهرمانی دست یافت. ۴ تیم به لیگ آزادگان ۱۳۷۷ صعود کردند.
رقابتها در دو گروه انجام شد و از هر گروه دو تیم به نیمه نهایی صعود کردند. تیمهای ملوان ' بانک ملی، چوکا تالش، ابومسلم مشهد به صورت مستقیم راهی لیگ آزادگان ۷۷–۱۳۷۶ شدند. جهت تعیین قهرمان مسابقات، چهار تیم مذکور به مصاف یکدیگر رفته در پایان ملوان انزلی که تا آن روز فقط قهرمانی در جام حذفی را تجربه کرده بود برای اولین بار قهرمان لیگ دسته دوم شد.